# 范汉明
范汉明（Hemming Van；1956年—），丹麦著名华裔企业家，身兼丹麦多家企业要职。

## 生平
祖籍浙江宁波，1956年2月28日生于丹麦首都哥本哈根。系丹麦食品工业巨子范岁久的幼子，母亲为丹麦白人伊丽莎白，故为丹麦华人欧亚混血儿，也是乾隆朝大文豪袁枚同族之后。其自小在英国寄宿学校受教育，但在哥本哈根商学院获得商学硕士学位。1981年至1982年，曾任至于丹麦航运巨头马士基。后入家族企业大龙（Daloon）食品任职，在英国分部任总经理而常居伦敦。1989年9月1日，从父亲手中接过家族企业。后又投资丹麦超市。
现任丹麦大龙食品首席执行官（CEO），丹麦皇家酿造Royal Unibrew董事会董事，丹麦印刷业Easy Holding A/S的首席执行官，H.V. Invest A/S、The Van A/S等多家家族企业的董事，Dybfrostforeningen主席、Fødevareindustrien（丹麦食品工业）副主席，EasyFood（易食）合资人。并任北欧—中国商业联合会董事长。